# Schloss Knonau

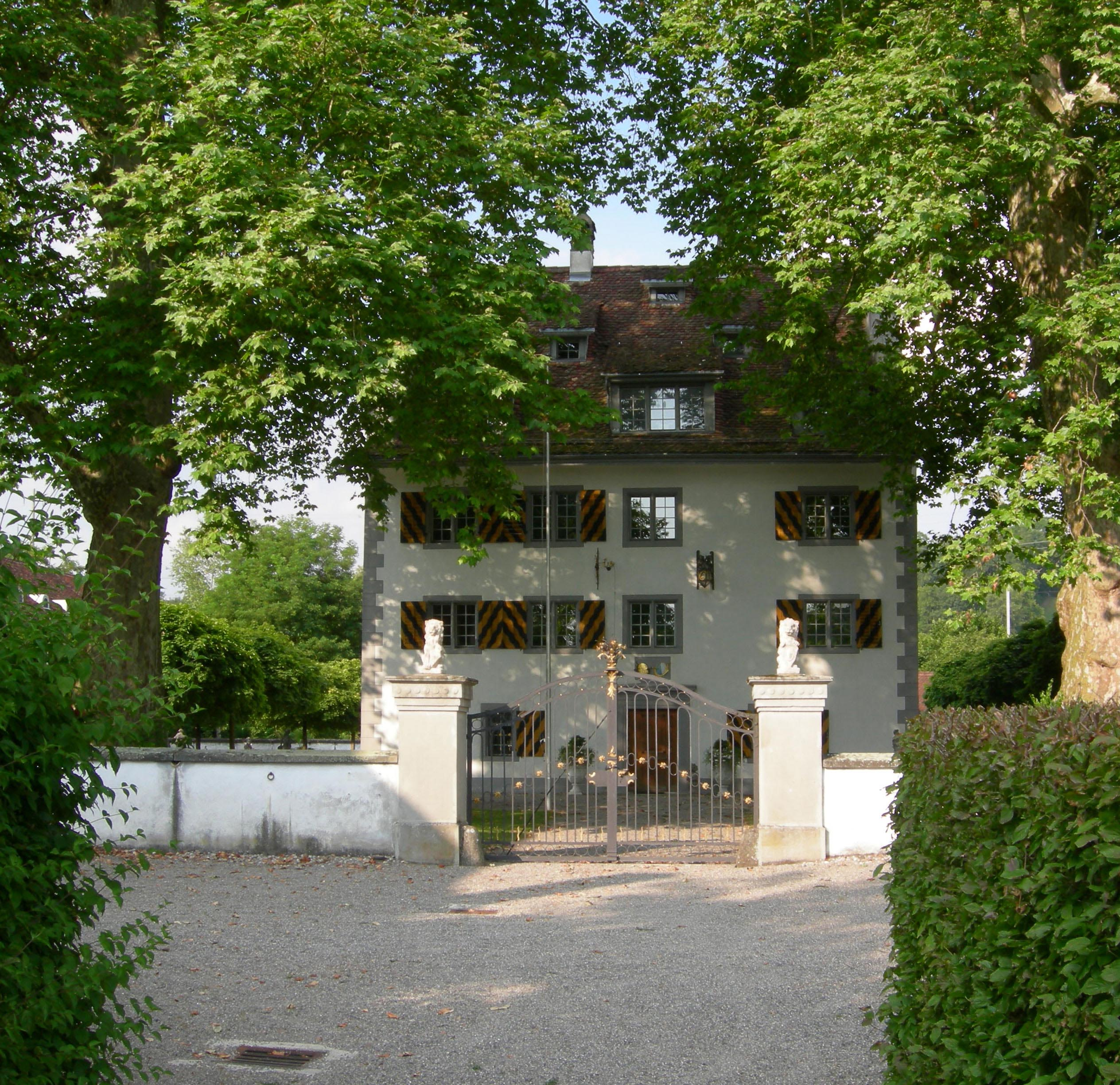
Schloss Knonau

Das Schloss Knonau ist ein unter Heimatschutz stehendes Schloss in der Gemeinde Knonau im Bezirk Affoltern, im Süd-Westen des Kantons Zürich in der Schweiz. Das Schloss, Sitz des Landvogts, wurde um 1525 errichtet. Der Meierhof gilt als Vorläufer des Schlosses und wurde 1240 erstmals urkundlich erwähnt.

## Geschichte
Im Jahr 1547 wurde erstmals ein Burgstall erwähnt. 1617 wurde ein Schloss mit Wassergraben erwähnt. Ein solcher Bau ist aber archäologisch nicht nachgewiesen.
1507 verlegte Zürich den Sitz der äusseren Vogtei Hedingen-Freiamt-Maschwanden in den Meyerhof nach Knonau. Fünf Jahre später verkaufte Gerold Meyer von Knonau die Gerichtsherrschaft Knonau samt Meyerhof an Zürich. 1525 gab es Um- und Neubauten am Schloss. Während des zweiten Kappelerkrieg wurde das Schloss beschädigt. 1534 und 1540 wurde das Schloss mit einer Mauer und einem vom Wattbach gespeisten Wassergraben mit Fallbrücke ergänzt. Die älteste erhaltene Rechnung stammt von 1534 und bezieht sich auf die Fallbrücke. Nach einem Volksaufstand 1545 verlor die Landvogtei das Strafgericht. Das Schwert in der Richterstube blieb bis um 1800 im Schloss hängen.

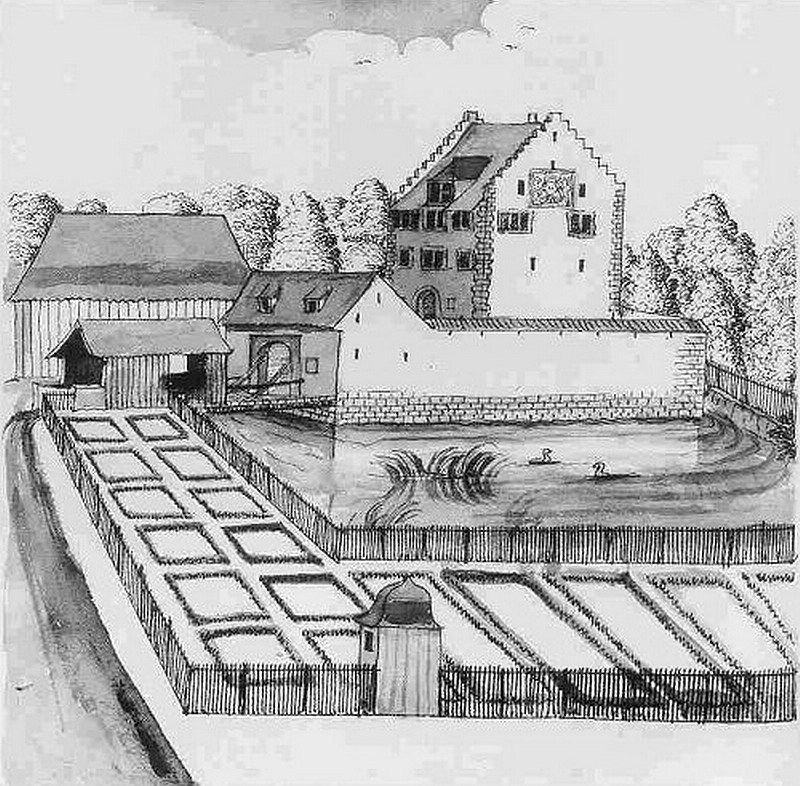
Schloss Knonau im Regimentsbuch des Junkers Gerold Escher, um 1700

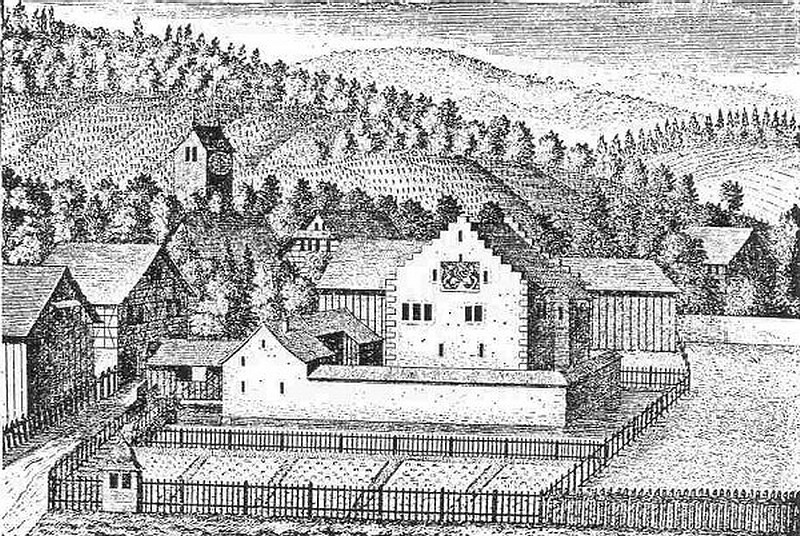
Schloss Knonau 1740, Kupferstich von David Herrliberger

1584 wurde im Erdgeschoss des Schlosses ein Zeughaus eingerichtet. Im 18. Jahrhundert wurde eine Trotte mit Wohnung, Schopf und einer Schlossscheune gebaut. 1786 wurden am Eingang Platanen eingepflanzt. Sie gelten heute als die mächtigsten der Schweiz.
Von 1788 bis 1789 wurde das Schloss umgebaut. Der Haupteingang wurde von der Nord- an die Südseite verlegt, es gab einen Treppenhaus- und Abortanbau in verputztem Fachwerk und die Fensterachsen wurden reguliert. Bei dem Umbau wurden die drei Turmöfen im 1. und 2. Obergeschoss aufgesetzt; einer mit Musikemblemen.
Während des Umbaus erfolgten wahrscheinlich die Auffüllung des Wassergrabens, der Abbruch der Umfassungsmauer, welche durch eine neue verputzte Bruch- und Bollensteinmauer in quadratischer Führung ersetzt wurde, und deren vorgelagerten Kleinbauten. Es wurde eine neue knapp mannshohe Gartenmauer errichtet, die eine neue symmetrische Gartenanlage zwischen dem Schloss und den neu errichteten Nebengebäuden schützte. Weiter wurden ein Wasch- und Badehaus mit Knechtekammern und ein Gefängnis mit zwei Salons gebaut. Das Gefängnis wurde 1852 zu einem Wohnhaus umgebaut.
Das Schloss wurde wegen seines repräsentativen Baustils zum Vorbild für die Schlösser Flaach, Rheinau, Berg am Irchel und Greifensee.
1798 kam Knonau zum Bezirk Mettmenstetten; das Schloss wurde daher verpachtet. 1816 wurde Knonau Bezirkshauptort des gleichnamigen Bezirks und das Schloss Sitz der Bezirksbehörde unter dem Oberamtmann. 1832 wurde das Schloss an Gemeindepräsident und Posthalter Caspar Syz verkauft und verblieb im Besitz von dessen Nachkommen bis 1900. Es diente bis 1887 als Gasthaus «Goldener Löwen» und Postgebäude. Von 1833 bis 1834 wurde das Gerichtshaus südlich an die Schlossscheune angebaut. 1837 wurde Affoltern am Albis Bezirkshauptort, woraufhin 1839 das Schlossareal von den Behörden verlassen und 1847 das Gerichtshaus für Wohnzwecke umgebaut wurde. 1837 wurde eine Käshütte durch eine Korporation gebaut. 1848 wurde eine Scheune westlich an das Trottgebäude angebaut. Zwischen 1854 und 1855 wurde das Gerichtshaus und die Schlossscheune nach einem Brand neugebaut. An der nördlichen Gartenmauer wurde 1865 eine Kegelbahn gebaut, welche 1932 als Wäschetrocknerei eingerichtet wurde und mit zwei als Gartenpavillons dienenden Kopfbauten versehen wurde.

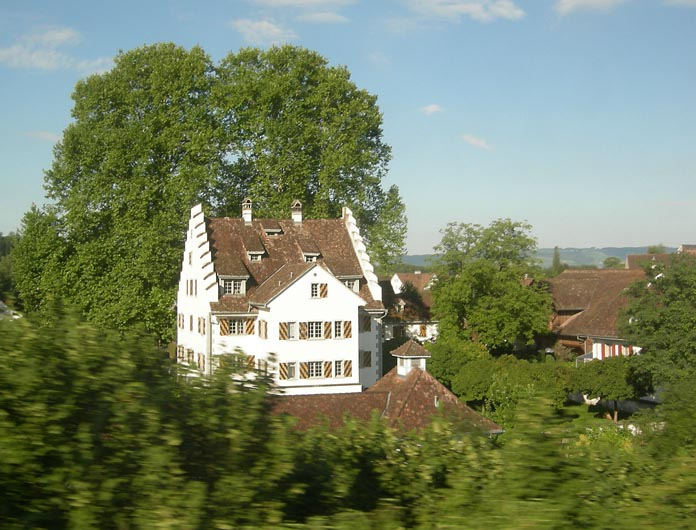
Schloss Knonau von der Bahnlinie aus gesehen

1926 erwarb Jakob Klaesi das gesamte Schlossareal und richtete darin eine private Nervenheilanstalt ein. Im Schloss wurde 1929 die Wasserversorgung und 1932 eine Ölheizung eingerichtet und der äussere Verputz entfernt. 1949 sollte auf Betreiben des damaligen Eigentümers das Schloss samt Umgebung unter Denkmalschutz gestellt werden. Trotz positiver Haltung der kantonalen Baudirektion und eines Schutzverordnungsentwurfs geschahen keine Rechtsmassnahmen.
1963 fanden nochmals Fassadenrenovation am Schloss statt; Entfernung des Putzes an der Südost- und Nordwestfassade. 1979 wurde das Schloss ins Inventar der überkommunalen Schutzobjekte als Baudenkmal von kantonaler Bedeutung und 1981 in den regionalen Gesamtplan Knonaueramt als Kulturobjekt von regionaler Bedeutung aufgenommen. 1983 wurde die Inneneinrichtung an einer Auktion versteigert.
Während der Jahre 1985 und 1986 wurde es als Schutzobjekt von kantonaler Bedeutung eingestuft. Von 1986 bis 1991 fanden nochmals Restaurierungen statt. Dabei wurden 1990 dendrochronologische Untersuchungen durch das LRD gemacht. 1998 wurde das Schloss durch den jetzigen Besitzer gekauft. Dass solche Liegenschaften sich in Privatbesitz befinden, stellt keine Ausnahme dar; nur rund 60 % der Schlösser im Kanton Zürich gehören der öffentlichen Hand (21 von 37), die restlichen gehören Privaten.